# Pfarrkirche Unken

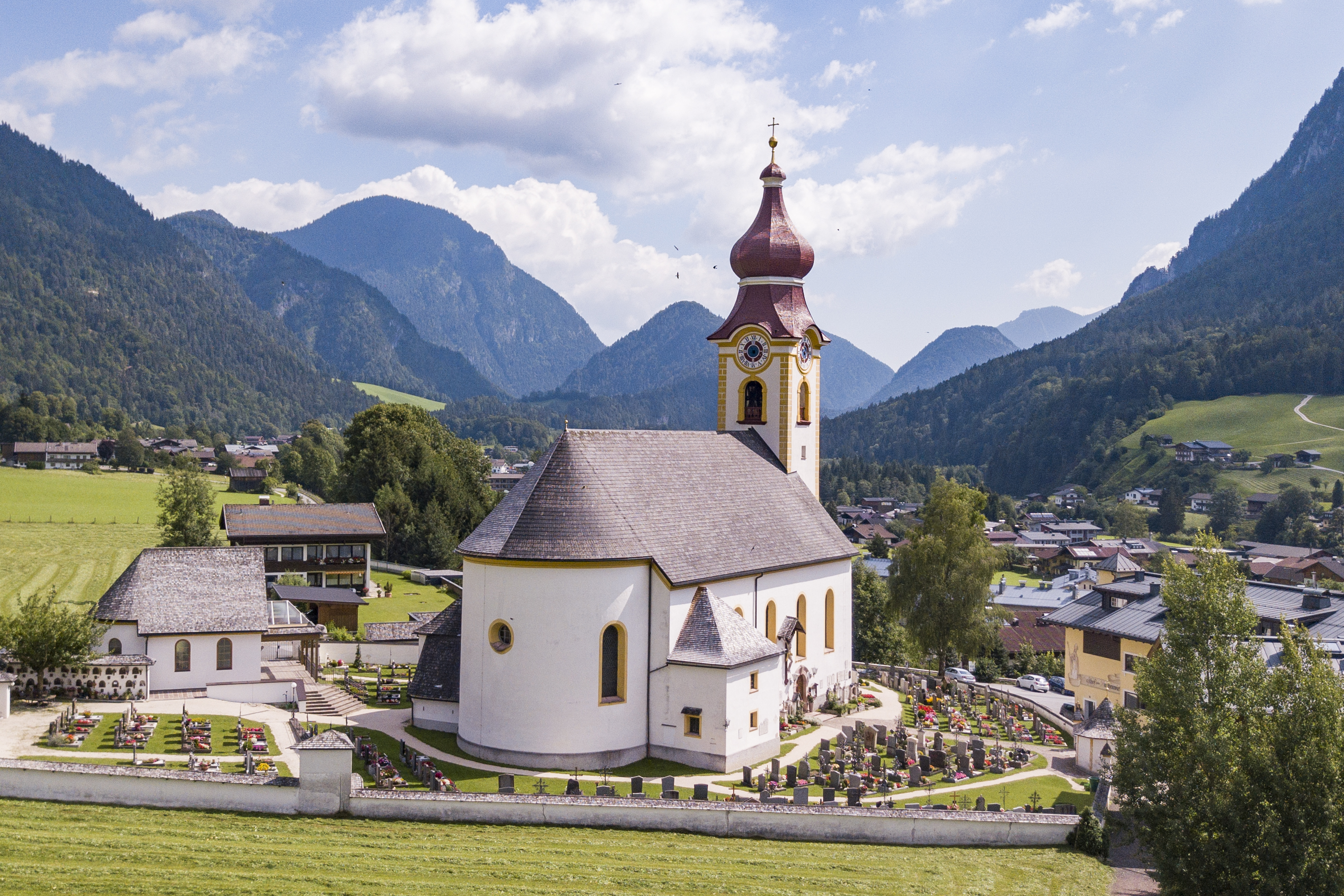
Katholische Pfarrkirche hl. Jakobus der Ältere in Unken

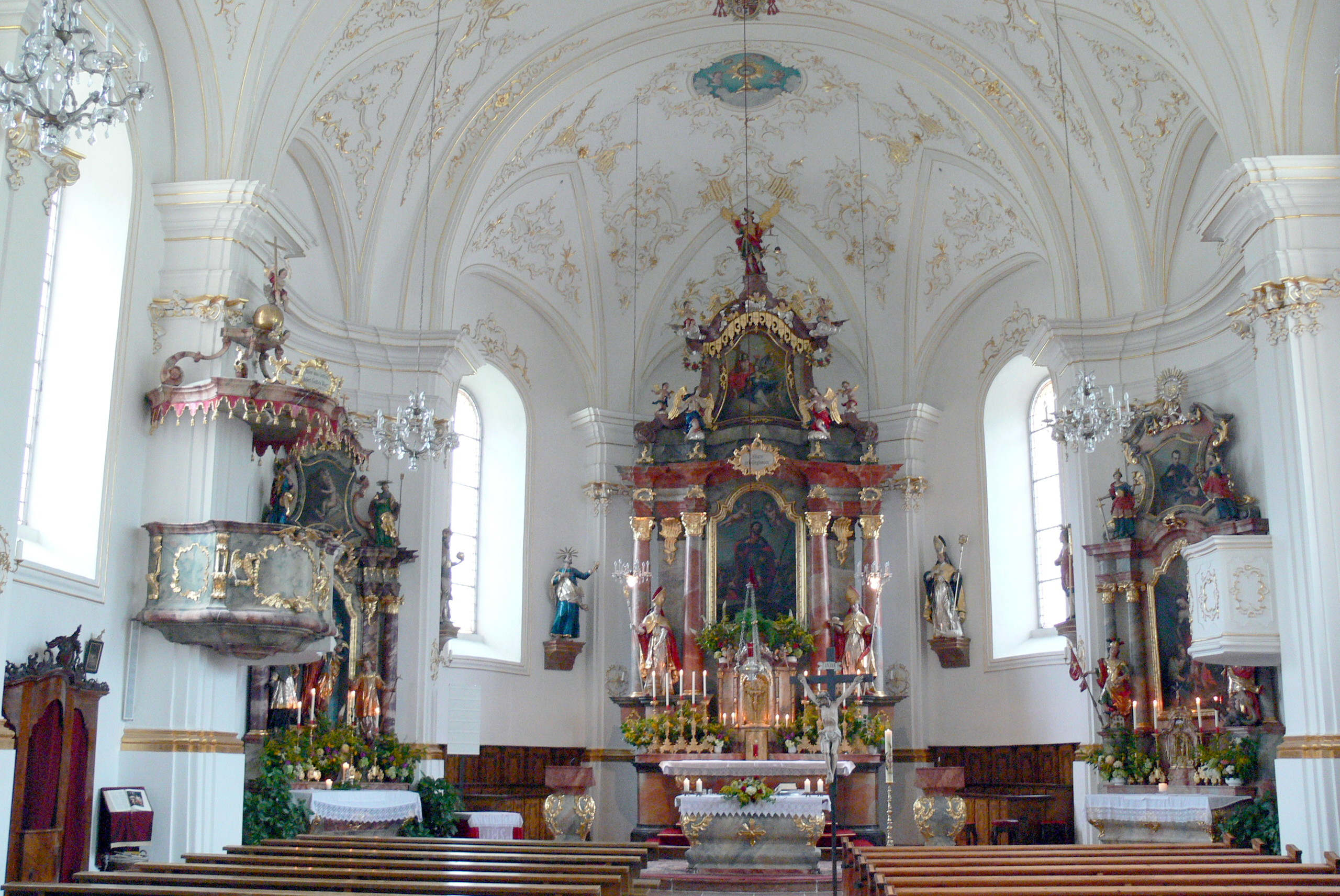
Langhaus, Blick zum Chor

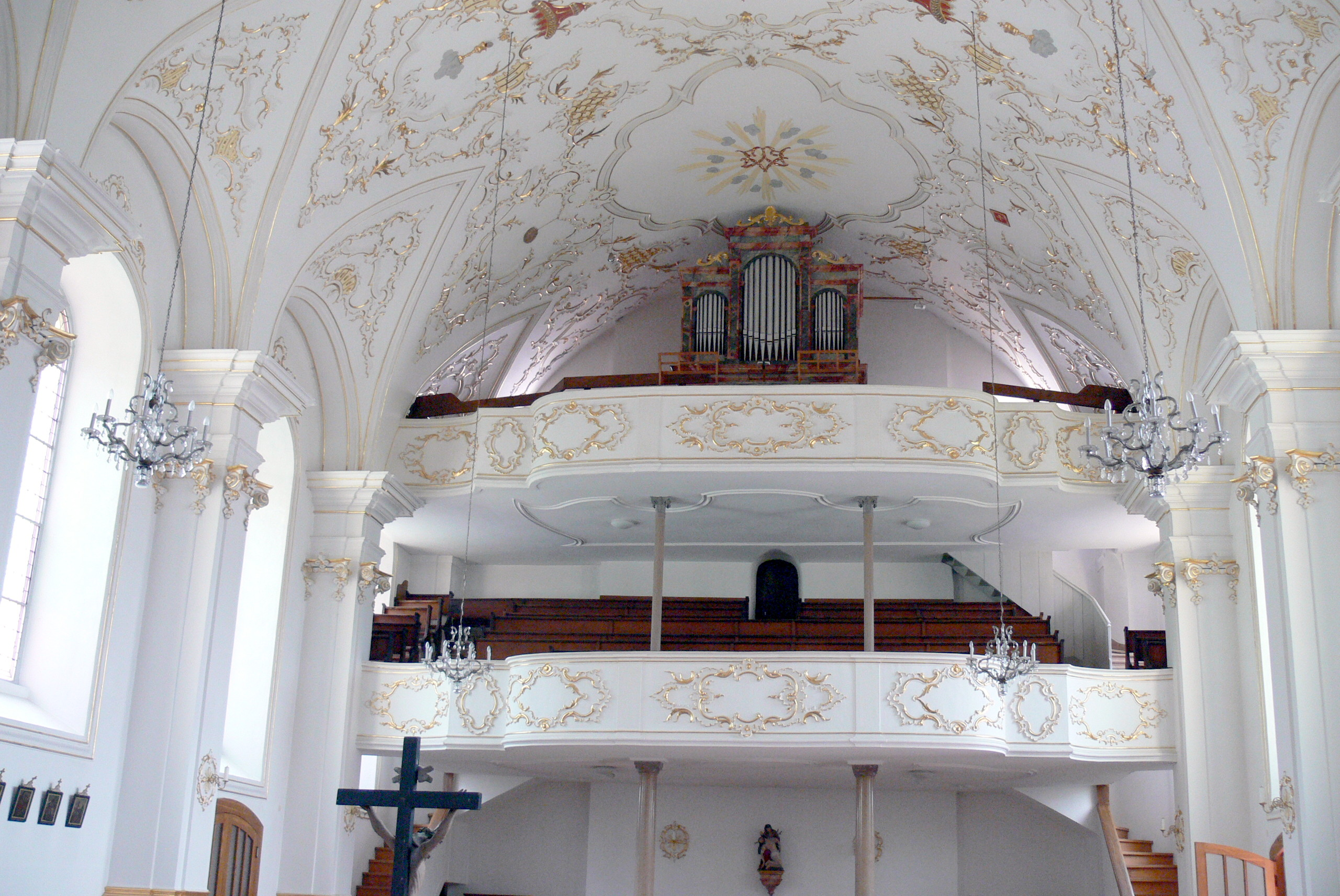
Langhaus, Blick zur Doppelempore mit Orgel

Die römisch-katholische Pfarrkirche Unken steht auf einer Talstufe in der Gemeinde Unken im Bezirk Zell am See im Land Salzburg. Die dem Patrozinium des Heiligen Jakobus der Ältere unterstellte Pfarrkirche gehört zum Dekanat Saalfelden in der Erzdiözese Salzburg. Die Kirche und der umgebende Friedhof stehen unter Denkmalschutz (Listeneintrag).

## Geschichte
Erstmals wurde 1383 eine Kirche genannt. Die Kirche war bis 1803 dem Stift St. Zeno in Reichenhall inkorporiert. 1812 wurde die Kirche zur Pfarrkirche erhoben.
1756 war ein Brand, von 1758 bis 1760 erfolgte unter Einbeziehung des alten Turmes nach den Plänen des Baumeisters Philipp Maurer der Neubau. 1959/1960 war eine Restaurierung.

## Architektur
Der nach Westen orientierte barocke Saalbau ist von einem Friedhof umgeben.
Das Deckenfresko Fürbitte des hl. Jakobus malte Max Correggio 1898. Der Chor zeigt Wandmalereien mit liturgischen Motiven, der Chorbogen zeigt das Wappen des Erzbischofs Sigismundus Christoph von Schrattenbach.

## Einrichtung
Die Einrichtung entstand 1760. Der Hochaltar zeigt das Altarblatt hl. Jakobus der Ältere und im Hintergrund Szenen aus der Legende aus der ersten Hälfte des 19. Jahrhunderts, er trägt seitlich der Figuren der Heiligen Rupert und Virgil wohl von Simeon Fries 1692/1693, das Aufsatzbild zeigt Mariä Krönung aus der ersten Hälfte des 19. Jahrhunderts, darüber befindet sich die Figur hl. Michael aus 1760.
Es gibt ein Gnadenbild Maria Luggau aus dem 17. Jahrhundert. Die Statue Gföller Madonna aus dem 19. Jahrhundert ist in Verwahrung.
Die Orgel baute Albert Mauracher 1895. Eine Glocke nennt Johann Georg Leschinger 1759.